# Старое кладбище (Гатчина)
Ста́рое кла́дбище — утраченное православное кладбище в городе Гатчина.
Кладбище было образовано в конце XVIII века, но точная дата его образования неизвестна. Самое раннее упоминание об этом кладбище датируется 1786 годом. Его создание, вероятно, было связано с благоустройством и увеличением количества жителей будущего города (статус города был присвоен Гатчине в 1796 году). По легенде, место для кладбища выбирал Павел I, владелец гатчинского поместья.
Согласно плану Гатчины 1798 года, кладбище располагалось в 500 метрах к востоку от города, между самой Гатчиной, деревней Малая Гатчина и крепостью Ингербург.
Официально закрыто в 1851 году, после открытия Нового кладбища. Территория кладбища была обсажена деревьями и обнесена земляным валом, превратившись в небольшой парк.
В 1917 году кладбище подвергается первым мародёрствам; в 1920-е — 30-е годы некрополь постепенно разграблялось, деревья вырубались. В конце 1930-х кладбище практически прекратило своё существование, на его месте были построены жилые и общественные здания.